# 昌平西山口駅
昌平西山口駅（しょうへいせいさんこうえき）とは中華人民共和国北京市昌平区に位置する北京地下鉄昌平線の駅である。

## 駅構造
島式ホーム1面2線。開業当初からホームドア設置。

## 駅周辺
- 北京大学昌平キャンパス
- 北京市昌平区十三陵中心小学校

### 地下鉄昌平西山口駅（地铁昌平西山口站）
2025年現在、当駅発着/経由の路線バスは以下のとおりである。
- 949系統（南口西駅～朝鳳庵村）
- C117系統（燕磨峪村～昌平北駅）
- 昌68系統（虎峪村南～朝鳳庵村）
- 昌68系統-虎峪村（虎峪村～朝鳳庵村）
- 昌68系統-太平庄村（虎峪村南～朝鳳庵村）
- 昌69系統（緑海家園～下店村）
- 昌78系統（昭陵～地下鉄昌平西山口駅）

### 北京大学昌平キャンパス（北京大学昌平校区）
2025年現在、当駅発着/経由の路線バスは以下のとおりである。
- 949系統（南口西駅～朝鳳庵村）
- C117系統（燕磨峪村～昌平北駅）
- 昌53系統（北京大学昌平キャンパス～九八四医院）
- 昌68系統（虎峪村南～朝鳳庵村）
- 昌68系統-虎峪村（虎峪村～朝鳳庵村）
- 昌68系統-太平庄村（虎峪村南～朝鳳庵村）
- 昌69系統（緑海家園～下店村）

## 歴史
- 2015年9月21日 - 乗客なしの試運転を開始した[2]。
- 2015年12月26日 - 開業。[3]

## 隣の駅
北京地下鉄
■昌平線
十三陵景区駅 - 昌平西山口駅